# Euplectrus nyctemerae
Euplectrus nyctemerae is een vliesvleugelig insect uit de familie Eulophidae. De wetenschappelijke naam is voor het eerst geldig gepubliceerd in 1912 door Crawford.